# Prinsbisdom Fulda
Het prinsbisdom Fulda was een tot de Boven-Rijnse Kreits behorend prinsbisdom binnen het Heilige Roomse Rijk. Het bestond uit de ambten Altenhof, Giesel, Hosenfeld, Salzschlirf, Ürzell en Zent. Het ontstond in 1752 toen het abdijvorstendom Fulda werd verheven tot prinsbisdom.

## Geschiedenis
Op 5 oktober 1752 werd een bisdom opgericht voor Fulda, waarmee het abdijvorstendom van de Abdij van Fulda veranderde in een prinsbisdom.
Op 23 mei 1802 sloot Pruisen een verdrag met Frankrijk, waarin werd geregeld dat Fulda aan de prins van Oranje zou komen. Op 22 oktober bezetten Pruisische troepen het land om de belangen van Oranje veilig te stellen. Vervolgens deed de latere koning Willem I als Willem VI op 6 december zijn intocht in Fulda. Deze gang van zaken werd gelegaliseerd door paragraaf 12 van de Reichsdeputationshauptschluss van 25 februari 1803, waarin het werd toegewezen aan de Nassau-Dillenburg, ter compensatie voor het verlies van de bezittingen in de Nederlanden. Eigenlijk werd Fulda toegewezen aan Willem V, maar omdat deze weigerde dit te accepteren, werd het vorstendom Fulda in bezit genomen door zijn zoon, de latere koning Willem I. Het ging deel uitmaken van het vorstendom Nassau-Oranje-Fulda.